# Torre memorial del centenari de Hokkaidō
La Torre memorial del centenari de Hokkaidō (北海道百年記念塔, Hokkaidō hyakunen kinen tō) és una torre i monument conmemoratiu que forma part del Parc Natural Prefectural del Bosc de Nopporo, situat al districte d'Atsubetsu, Sapporo, Hokkaido, el Japó. La torre té una alçada de 100 metres. La construcció del monument es va iniciar el novembre de 1968 per al cent aniversari de la creació de Hokkaido com a regió del Japó, finalitzant el juliol de 1970 i es va obrir al públic l'abril de 1971. Des de 2014 l'accés a la torre està tancat al públic per problemes estructurals i només es pot visitar des de fora. En 2019 es va decidir el seu desmantellament i la construcció al mateix lloc d'un nou monument a Hokkaido, el qual encara no s'ha concretat.